# Классовая дискриминация
Кла́ссовая дискримина́ция, класси́зм (англ. classism) — дискриминация по социальному классу или предубеждённое отношение к представителям того или иного класса. Термин используется по отношению как к бытовой, так и институционализированной дискриминации.
Статья 14 Европейской конвенции о защите прав человека и основных свобод запрещает классизм наряду с другими видами дискриминации (гендерной, расовой, религиозной и др.).

## Уровни и разновидности
Американский экономист Чак Бароун выделяет несколько уровней классовой дискриминации:
- Макроуровень: систематическая эксплуатация и угнетение одного класса другим.
- Средний уровень: предрассудки, предвзятое отношение к представителям дискриминируемых классов в общественном мнении (например, представление о том, что малообеспеченные люди по определению глупы или ленивы). Важная роль на этом уровне отводится СМИ.
- Микроуровень: бытовая дискриминация, ущемление чужих интересов на уровне человек — человек[3].

Бароун различает дискриминацию рабочих и дискриминацию бедных как разные проявления классизма.

## Связи с другими проявлениями дискриминации
Немецкий социолог Беттина Росс пишет, что «сегодня считается неоспоримым, что расизм, сексизм и классизм работают на поддержку друг друга и имеют много общего, хотя и не перекрывают друг друга полностью».
Анализом взаимосвязи между различными системами дискриминации занимается теория интерсекциональности.